# Only You (1994)
Only You is een Amerikaans-Italiaanse filmkomedie uit 1994 onder regie van Norman Jewison.

## Verhaal
Een waarzegster heeft Faith Corvatch verteld dat de man van haar dromen Damon Bradley heet. Ze gaat samen met haar schoonzus op zoek naar hem. In Rome maken ze kennis met Peter Wright. Hij wordt meteen verliefd op Faith en hij besluit zich voor te doen als Damon Bradley. Faith gelooft dat ze deze Damon Bradley haar lotsbestemming zou moeten zijn en doet er alles aan hem te vinden ook al heeft ze geen idee hoe hij eruitziet. Peter doet zich voor als deze Damon Bradley, liefde kent vele gezichten, maar wat doe je als je niet de juiste naam hebt? Als Faith erachter komt dat Peter niet Damon is, wordt ze woedend en gaat ze verder op zoek naar Damon Bradley. Peter doet er alles aan om tijdens deze verdere zoektocht Faith toch voor hem te winnen. Liefde heeft geen specifiek lot of naam. Peter en Faith zijn voorbestemd.

## Rolverdeling
| Acteur               | Personage           |
| -------------------- | ------------------- |
| Marisa Tomei         | Faith Corvatch      |
| Robert Downey jr.    | Peter Wright        |
| Bonnie Hunt          | Kate                |
| Joaquim de Almeida   | Giovanni            |
| Fisher Stevens       | Larry               |
| Billy Zane           | Valse Damon Bradley |
| Adam LeFevre         | Damon Bradley       |
| John Benjamin Hickey | Dwayne              |
| Siobhan Fallon Hagon | Leslie              |
| Antonia Rey          | Waarzegster         |
| Phyllis Newman       | Moeder van Faith    |
| Denise Du Maurier    | Moeder van Dwayne   |
| Tammy Minoff         | Jonge Faith         |
| Harry Barandes       | Jonge Larry         |
| Jessica Hertel       | Jonge Kate          |